# 胭木
胭木（学名：Wrightia tomentosa）为夹竹桃科倒吊笔属的植物。分布在泰国、印度、缅甸、马来西亚以及中国大陆的云南、广西、贵州等地，生长于海拔200米至1,500米的地区，见于山地沟谷密林中以及山脚潮湿疏林中，目前尚未由人工引种栽培。